# Convenció de Dartmouth
La Convenció de Dartmouth (en anglès: Dartmouth Summer Research Project on Artificial Intelligence) és el nom de la trobada que va tenir lloc en l'estiu de 1956 a la universitat de Dartmout, que es troba a Hanover, Nou Hampshire (Estats Units), considerat com el primer esdeveniment on es va parlar del concepte d'Intel·ligència Artificial com a esfera o camp d'activitat.

## Història
A principis de la dècada de 1950, el camp de les "màquines pensants" rebia diversos noms: cibernètica, teoria dels autòmats i processament complex de la informació. La varietat de noms suggereix la varietat d'orientacions conceptuals.
El 1955, John McCarthy, un professor associat al departament de matemàtiques del Dartmouth College, va decidir organitzar un grup per a aclarir i desenvolupar idees sobre les màquines pensants. Va triar el terme "Intel·ligència artificial" per al nou camp. Va triar el nom per la seva neutralitat, ja que evitava centrar-se en l'estreta teoria dels autòmats i evitar la cibernètica, molt centrada en la retroalimentació analògica. A més, així evitava haver d'acceptar a l'assertiu Norbert Wiener com a guru o haver de discutir amb ell.
A principis de 1955 McCarthy es va dirigir a la Fundació Rockefeller per a sol·licitar finançament per realitzar un seminari d'estiu a Dartmouth per uns 10 participants. Al juny ell i Claude Shannon, un dels fundadors de la teoria de la informació que llavors treballava als Laboratoris Bell, es van reunir ambel botànic Robert Morison per a discutir la idea i el possible finançament, tot i que Morison no estava segur que un projecte tan visionari arribés a ser finançat.
El 2 de setembre de 1955, McCarthy, Marvin Minsky, Nathaniel Rochester i Claude Shannon van proposar formalment el projecte. A aquesta proposta se li atribueix la introducció del terme "intel·ligència artificial".
Es diu que la Conferència de Dartmouth va durar sis setmanes en l'estiu de 1956. No obstant això, les notes de Ray Solomonoff escrites durant l'esdeveniment diuen que va durar aproximadament vuit setmanes, des del 18 de juny fins al 17 d'agost. Les notes de Solomonoff sobre Dartmouth comencen el 22 de juny; el 28 de juny esmenta a Minsky, el 30 de juny esmenta Hanover, N.H., l'1 de juliol esmenta a Tom Etter. El 17 d'agost Ray va realitzar el seu darrer discurs.

## Assistents
La conferència va ser organitzada per John McCarthy (Dartmouth College, Nou Hampshire), Marvin L. Minsky (Harvard University), Nathaniel Rochester (IBM) i Claude E. Shannon (Bell Telephone Laboratories). Van proposar a un grup d'investigadors que volguessin treballar sobre la conjectura que cada aspecte de l'aprenentatge i la intel·ligència podien ser tan precisament descrits que es podien crear màquines que les simulessin reunir-se aquell estiu.
El 26 de maig de 1956, McCarthy va notificar a Robert Morison els 11 assistents previstos:
Període complet:
1) Dr. Marvin Minsky
2) Dr. Julian Bigelow
3) Professor D.M. Mackay
4) Mr. Ray Solomonoff
5) Mr. John Holland
6) Dr. John McCarthy
Quatre setmanes:
7) Dr. Claude Shannon
8) Mr. Nathanial Rochester
9) Mr. Oliver Selfridge
Primeres dues setmanes:
10) Mr. Allen Newell
11) Professor Herbert Simon
Al voltant del 18 de juny de 1956 els primers participants van arribar al campus de Dartmouth per a reunir-se amb John McCarthy que ja tenia un apartament allí. Ray i Marvin es van allotjar als apartaments dels professors, però la majoria es va allotjar en a l'Hotel Hanover Inn.

## Esdeveniment i resultats
La declaració inicial que va fer fou: 
| «                        | Proposem que durant l'estiu de 1956 tingui lloc al Dartmouth College un estudi que duri 2 mesos, per a 10 persones. L'estudi és per procedir sobre la base de la conjectura que cada aspecte de l'aprenentatge o qualsevol altra característica de la intel·ligència pot, en principi, ser descrit amb tanta precisió que es pot fabricar una màquina per simular-lo. S'intentarà esbrinar com fabricar màquines que utilitzin el llenguatge, formin abstraccions i conceptes, resolguin les classes de problemes ara reservats per als éssers humans, i millorin per elles mateixes. Creiem que es pot dur a terme un avenç significatiu en un o més d'aquests problemes si un grup de científics seleccionats amb cura treballen conjuntament durant un estiu. | » |
| — (McCarthy et al. 1955) | |   |

La majoria dels dies feiners es reunien a l'aula principal del departament de matemàtiques, on algú podria dirigir una discussió centrada en les seves idees, o més freqüentment, se celebrava una discussió general.
No va ser un projecte de recerca grupal dirigit; les discussions van tractar molts temes, però es considera que diverses direccions van ser iniciades o encoratjades pel taller: l'auge dels mètodes simbòlics, els sistemes centrats en dominis limitats (els primers sistemes experts) i els sistemes deductius versus els sistemes inductius. Un participant, Arthur Samuel, va dir: "Va ser molt interessant, molt estimulant, molt emocionant". Ray Solomonoff va agafar notes donant la seva impressió de les xerrades i les idees de les diverses discussions.